# 于方舟

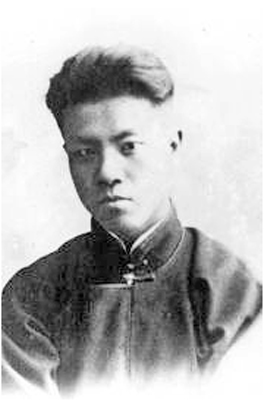

于方舟（1900年9月15日—1927年12月30日），原名于兰渚，又名芳州，曾用名还有于绍尧、于绍舜，天津宁河县人，中共天津市委的创始人。

## 生平
于方舟于1917年考入直隶省立第一中学。1919年参加五四运动，组织“新生社”并创办了《新生》杂志。1922年，入读南开大学文科。1923年，加入中国共产党。1924年，主持成立中共天津地方执行委员会并任书记。同年，又成立中国社会主义青年团天津地方执行委员会并任委员长。1924年国共合作时，在国民党一大上被选为国民党执委会候补执行委员。1927年，以中共顺直省委委员兼组织部长的身份领导了玉田暴动。暴动失败后被捕，于1927年12月30日被杀。安葬于河北省唐山市的冀东烈士陵园。